# Evert Radema
Evert Radema (Foxhol, 9 maart 1903 – Mauthausen, 6 september 1944) was een Nederlands geheim agent tijdens de Tweede Wereldoorlog.
Radema was zoon van de binnenvaartschipper en timmerman Rutger Radema en Peitje Drijfholt. Hij volgde de zeevaartschool in Amsterdam en trouwde in 1927 met Frederika Annechina Olthof. In 1928 werd hun dochter geboren en het jaar daarop hun zoon. Vanaf 1933 werkte Radema als marconist voor de rederij Maatschappij Nederland.

## Oorlogsjaren
Toen de oorlog uitbrak bevond Radema's schip zich in het Verenigd Koninkrijk, en kon Radema niet naar huis. Hij werd gevraagd om voor de Centrale Inlichtingendienst (CID) te werken en werd door MI6 opgeleid als spion.
In de nacht van 22 op 23 februari zette Erik Hazelhoff Roelfzema Radema en Ernst de Jonge bij Katwijk aan wal.
Radema bracht zijn zender in Amsterdam onder en wisselde in de maand april berichten met MI6 uit. Onder andere over Koos Vorrink, die door De Jonge in opdracht van de Centrale Inlichtingendienst was verzocht naar Londen te komen (via de groep Hazelhoff-Roelfzema), hetgeen Vorrink had geweigerd.
De Jonge werd echter op 22 mei gearresteerd en Radema op 29 mei 1942. Met zijn zender probeerden de Duitsers een Spiel op touw te zetten in het kader van het Englandspiel. Radema had echter zijn security check niet afgegeven en MI6 reageerde niet.
Radema werd aanvankelijk in het Oranjehotel opgesloten en vervolgens in Kamp Haaren. In november 1943 werd hij met nog 50 andere gevangenen van Haaren overgebracht naar Assen. Op 30 april 1944 werd de groep overgebracht naar een kamp in Rawitsch (tegenwoordig Rawicz).
Radema werd in een groep van 40 Nederlandse gevangenen naar Mauthausen getransporteerd, waar hij op 5 september 1944 aankwam. De volgende dag werd hij omgebracht, 41 jaar oud.

## Eerbewijzen
- In 1947 werd hij postuum onderscheiden met de Queen's Commendation for Bravery.
- In 1948 werd hem postuum het Bronzen Kruis verleend.
- In 2014 werd ter nagedachtenis van de verzetshelden uit Foxhol een oorlogsmonument opgericht met daarop de volgende tekst: "Foxhol herdenkt zijn verzetshelden Gerrit Imbos, Klaas Nieboer, Evert Radema & Allen die door de hand van de bezetter niet terugkeerden. 1940 - 1945".[5]